# Agent Sawu
Agent Benesi Sawu (* 24. Oktober 1971) ist ein ehemaliger simbabwischer Fußballspieler, der auch in der Nationalmannschaft seines Heimatlandes spielte.

## Karriere
Agent Sawu spielte mehrere Jahre in der Schweiz. Die erste Saison in Europa absolvierte er beim SC Kriens, gefolgt von drei Saisons beim FC Luzern. Danach spielte er je eine Saison beim BSC Young Boys und FC Basel. Die letzten zwei Jahre in der Schweiz spielte Agent Sawu beim FC Wil. Darauf ging er zurück nach Simbabwe, wo er eineinhalb Jahre bei Dynamos FC spielte, um zum Schluss noch je eine Saison bei zwei verschiedenen südafrikanischen Teams anzuhängen. Für die simbabwische Nationalmannschaft spielte Sawu unter anderem bei der Afrikameisterschaft 2004 und in der Qualifikation für die Afrikameisterschaft 2006.